# Kilgore (Nebraska)
Kilgore és una població dels Estats Units a l'estat de Nebraska. Segons el cens del 2000 tenia 99 habitants.

## Demografia
Segons el cens del 2000, Kilgore tenia 99 habitants, 37 habitatges, i 29 famílies. La densitat de població era de 84,9 habitants per km².
Dels 37 habitatges en un 37,8% hi vivien nens de menys de 18 anys, en un 59,5% hi vivien parelles casades, en un 5,4% dones solteres, i en un 21,6% no eren unitats familiars. En el 18,9% dels habitatges hi vivien persones soles el 8,1% de les quals corresponia a persones de 65 anys o més que vivien soles. El nombre mitjà de persones vivint en cada habitatge era de 2,68 i el nombre mitjà de persones que vivien en cada família era de 3.
Per edats la població es repartia de la següent manera: un 27,3% tenia menys de 18 anys, un 6,1% entre 18 i 24, un 28,3% entre 25 i 44, un 23,2% de 45 a 60 i un 15,2% 65 anys o més.
L'edat mediana era de 38 anys. Per cada 100 dones de 18 o més anys hi havia 100 homes.
La renda mediana per habitatge era de 29.750 $ i la renda mediana per família de 31.875 $. Els homes tenien una renda mediana de 21.875 $ mentre que les dones 21.250 $. La renda per capita de la població era de 13.767 $. Cap de les famílies estaven per davall del llindar de pobresa.

## Poblacions més properes
El següent diagrama mostra les poblacions més properes.